# Skarb z kurhanu w Kralewie
Skarb z kurhanu w Kralewie – tracki skarb odnaleziony w 1979 roku w okolicy miejscowości Kralewo w obwodzie Tyrgowiszte, datowany na lata 275–250 p.n.e.

## Znalezisko
Skarb został znaleziony w kurhanie nr 3 na cmentarzysku w okolicy Kralewa. Kurhan miał wysokość 7 metrów. Całe cmentarzysko składa się z siedmiu kurhanów i jest położone u stóp wzgórza, na którym kiedyś znajdowała się tracka forteca.
Sam grobowiec miał kształt prostokąta i był wykonany z kamienia ciosanego. Pochówek miał charakter ciałopalny, zaś pochowana osoba była kobietą pochodzącą z trackiej arystokracji.
Elementy skarbu znaleziono na ziemi, ułożone dookoła glinianej hydrii, w której znajdowały się skremowane szczątki.

## Kontekst: tracki obyczaj pogrzebowy
Herodot następująco opisuje tracki obrządek pogrzebowy arystokracji: "Pogrzeby bogaczów tak się odbywają: przez trzy dni wystawia się zwłoki, zarzyna wszelakie bydlęta ofiarne i ucztuje, opłakawszy wprzód zmarłego; potem zwłoki pali się lub grzebie. Po usypaniu mogiły urządzają wszelkiego rodzaju igrzyska, w których największe nagrody wyznacza się za pojedynek, stosownie do jego znaczenia".
Grzebanym arystokratom towarzyszyły ich atrybuty, takie jak pierścienie, hełmy czy miecze, które miały im towarzyszyć w życiu pozagrobowym; często również, wraz z arystokratą grzebany był też jego koń. Arystokratki zaś były chowane wraz z ozdobami i biżuterią; u niektórych plemion istniał zwyczaj zabijania żony w ofierze nad grobem męża. Stałym elementem wyposażenia grobowców była miejscowa ceramika. Spotyka się zarówno pochówki ciałopalne, jak i szkieletowe.

## Charakterystka przedmiotów
Znaleziona biżuteria jest charakterystyczna dla sztuki hellenistycznej tego okresu; podobnie dekorowane przedmioty znaleziono m.in. w pochówkach w Seuthopolis i Mal-Tepe.
Elementy uprzęży końskiej, w tym apliki, są również charakterystyczne dla sztuki hellenistycznej i zawierają przedstawienia postaci mitologicznych (Herakles) i zwierząt, zarówno prawdziwych (lew) jak i mitycznych (gryf); podobne elementy uprzęży znaleziono np. w grobowcu Seutesa III.
W skład skarbu wchodzą:
- Żelazna siekiera

Biżuteria:

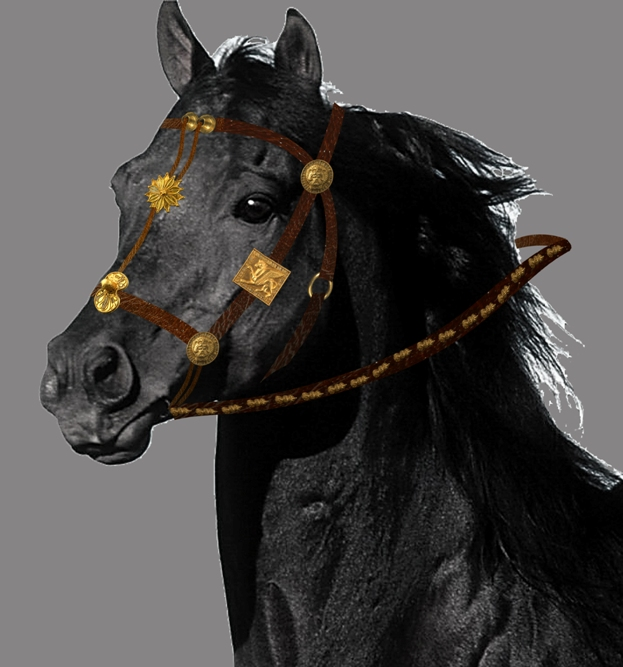
Rekonstrukcja ułożenia elementów uprzęży

- Para kolczyków zdobiona głowami lwów
- Para bransolet w kształcie węża

Elementy uprzęży końskiej:
- Aplika zdobiona głową orła
- Rozeta
- Cztery apliki przedstawiające Heraklesa w lwiej skórze
- Dwie prostokątne apliki z przedstawieniami gryfa
- Trzydzieści sześć drobnych (dł. 1,8–2,2 cm) aplik z motywem kwiatowym
- Dwie apliki w formie tulei
- Pierścień

## Wystawy w Bułgarii i na świecie
Skarb jest przechowywany w regionalnym muzeum historycznym w Tyrgowiszte.
W latach 2024/2025 był częścią wystawy sztuki trackiej w Getty Museum w Los Angeles.